# Hurbanova Ves
Hurbanova Ves ist eine kleine Gemeinde im Okres Senec innerhalb des Bratislavský kraj in der Südwestslowakei. Sie liegt im Donautiefland am linken Ufer der Kleinen Donau, zehn Kilometer südöstlich der Stadt Senec gelegen.

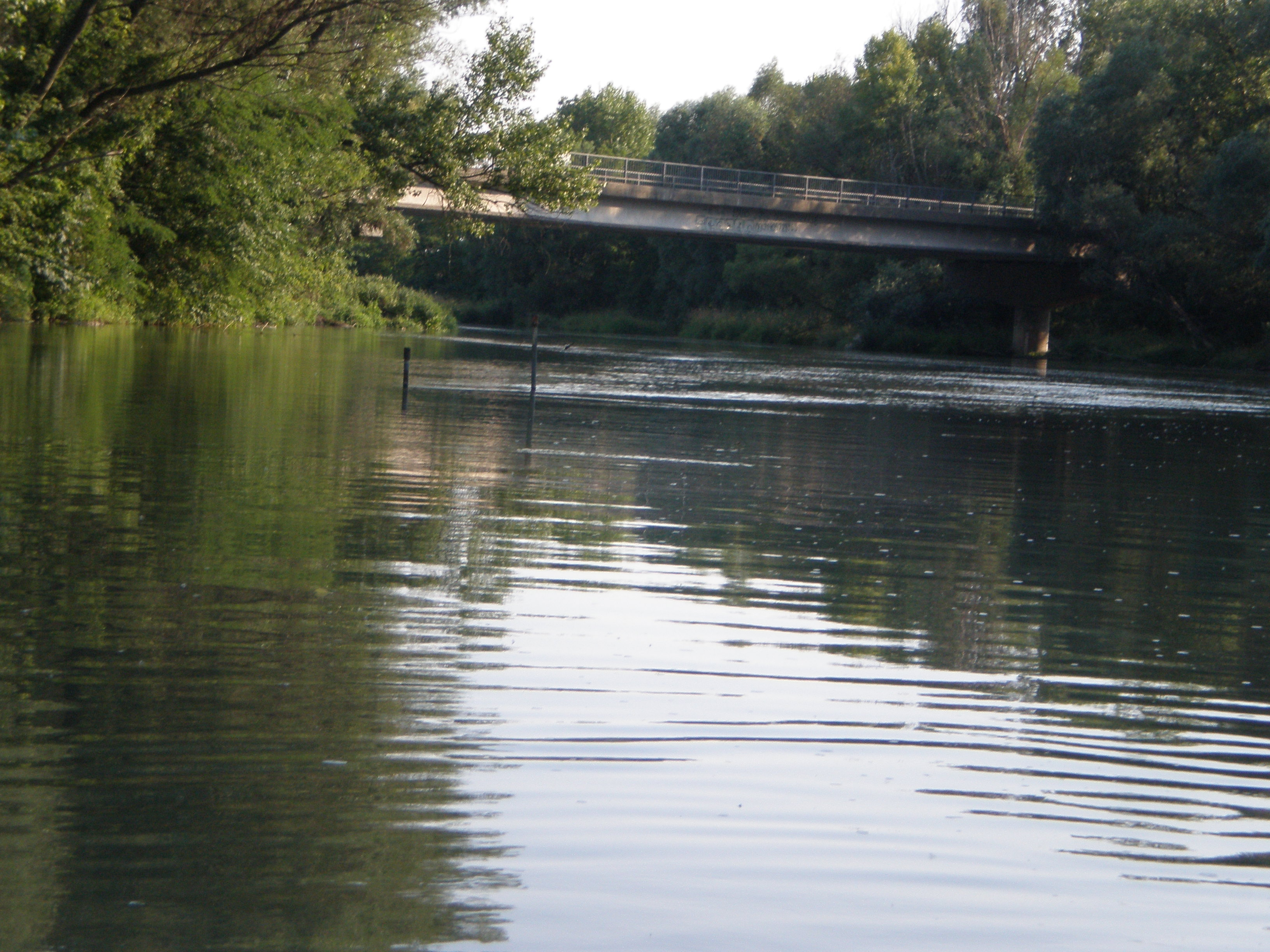
Brücke über die Kleine Donau bei Hurbanova Ves

Die heutige Gemeinde entstand in der ersten tschechoslowakischen Republik am ehemaligen Meierhöfen der ungarischen Großgutbesitzerfamilie Pálffy im Gemeindegebiet von Rastice (damals Veľký Mager). Die ersten Kolonisten kamen 1924 aus der Gegend von Myjava und Mähren und betrieben hier Landwirtschaft. 1929 hatte die Siedlung 138 Einwohner. 1938–45 gehörte sie aufgrund des Ersten Wiener Schiedsspruchs zu Ungarn, 1956 wurde der Ort dann als Gemeinde selbständig und gliederte sich aus der Gemeinde Rastice aus. 
Der Gemeindename nimmt Bezug auf den slowakischen Schriftsteller und Politiker Jozef Miloslav Hurban.

## Bevölkerung
| Jahr                | 1994 | 2004     | 2014     | 2024      |
| ------------------- | ---- | -------- | -------- | --------- |
| Anzahl der Personen | 212  | 263      | 303      | 702       |
| Unterschied         |      | +24,05 % | +15,20 % | +131,68 % |

| Jahr                | 2023 | 2024    |
| ------------------- | ---- | ------- |
| Anzahl der Personen | 682  | 702     |
| Unterschied         |      | +2,93 % |